# PRODUCE 101 JAPAN - 35 Boys 5 Concepts
『PRODUCE 101 JAPAN - 35 Boys 5 Concepts』（プロデュース ワンオーワン ジャパン サーティーファイブボーイズ ファイブコンセプツ）は、2019年11月29日にLAPONEエンタテイメントから配信限定でリリースされたPRODUCE 101 JAPANのミニ・アルバム。

## 概要
本作は2019年9月から12月まで日本で放送・配信されている公開オーディション番組「PRODUCE 101 JAPAN」のオーディションに使用されているオリジナル曲を収録したデジタルアルバムとしてリリースされた。
101人の練習生のうち、視聴者投票を経て選ばれた35人が、様々なジャンルの課題曲に5つのチームに分かれ挑戦（番組内で「コンセプト評価」と言われる）するが、その課題曲の5曲すべてを収録している収録曲は2019年11月21日、11月28日放送の「PRODUCE 101 JAPAN」の公開放送で5曲すべて歌われている。

## 収録曲
1. クンチキタ (3:30)
作詞:Young Jay,BUGGY,VEN,中村彼方
作曲：Young Jay,BUGGY,VEN
参加メンバー - 上原潤,青木聖波,宮里龍斗志,岡野海斗,井上港人,佐藤景瑚,木全翔也
2. DOMINO (3:17)
作詞:中村彼方
作曲：チェ・ヒョンジュン,Kim Seung-soo
参加メンバー - 川尻蓮, キム・ユンドン,チョン・ヨンフン,川西拓実,河野純喜,鶴房汐恩,豆原一成
3. Happy Merry Christmas (3:28)
作詞:小久保祐希
作曲：Bae Jae Seok,小久保祐希
参加メンバー - 白岩瑠姫,床波志音,佐藤來良,男澤直樹,磨田寛大,中本大賀,浦野秀太
4. Black Out (3:22)
作詞:Jinli(Full8loom),中村彼方
作曲：Gloryface(Full8loom),Jinli(Full8loom),Jake K
参加メンバー - キム・ヒチョン,大澤駿弥,安藤誠明,本田康祐,與那城奨,金城碧海,佐野文哉
5. やんちゃBOYやんちゃGIRL (3:21)
作詞:KZ,中村彼方
作曲：KZ,Nthonius,PUYO
参加メンバー - 宮島優心,今西正彦,北川玲叶,小松倖真,福地正,佐藤隆士,大平祥生